# Berner Zeitung
Berner Zeitung (lett. "Giornale di Berna"), anche etichettato come BZ, è un quotidiano svizzero in lingua tedesca, pubblicato da Tamedia a Berna.

## Storia
Berner Zeitung è stato pubblicato per la prima volta il 3 gennaio 1979. Quattro diversi documenti portarono alla creazione del BZ chiamato anche: The Intelligenzblatt (1834), che fu ribattezzato Berner Tagblatt nel 1888; L'Emmenthaler Nachrichten (1883), il settimanale dell'Emmenthal (1844) e il Neue Berner Zeitung (1919). Quando l'Emmenthaler Blatt e la Neue Berner Zeitung furono fusi nel 1973, fu creata la Berner Zeitung. Questo documento si è fuso con il quotidiano (ex Emmenthaler Nachrichten) nel 1977 creando il Berner Nachrichten, che è stato pubblicato per la prima volta il 3 gennaio 1979.
Il primo caporedattore fu Peter Schindler, che fu in carica dal 1979 al 1982. I suoi successori furono Urs P. Gasche (1982-1985), Ronald Roggen (1985-1986), Beat Hurni (1987-1996) e Andreas Z. 'Greggen (1996-2005). Tra il 2006 e il 2009 Markus Eisenhut e Michael Hug hanno co-curato il giornale fino a quando Eisenhut ha rilevato un altro giornale chiamato Tages-Anzeiger. Il suo editore è stato Charles von Graffenried fino alla sua morte, avvenuta il 4 luglio 2012. Il documento ha sede a Berna e serve nella regione dell'Espace Mittelland e nel cantone di Berna.
Nel dicembre 2011, Espace Media ha annunciato che stavano per unire la Splitausgabe Oberaargau e la Langenthaler Tagblatt. Il primo numero del BZ Langenthaler Tagblatt è stato pubblicato il 2 luglio 2012. Il giornale pubblica anche edizioni locali a Thun (Thuner Tagblatt), Bernese Oberland (Berner Oberländer) e Soletta (Solothurner Tagblatt).
Circolazione
Nel 1997 Berner Zeitung ha avuto una tiratura di 134 153 copie. La tiratura del giornale è stata di 163 000 copie nel 2003. Nel 2005 la tiratura è stata di 196 000 copie. La tiratura del giornale nel 2006 è stata di 215 707 copie. Nel 2008 è stato il terzo quotidiano più letto nel paese con una tiratura di 213 000 copie. La tiratura del giornale è stata di 208 694 copie nel 2009.
Nel 2010 Berner Zeitung ha avuto una tiratura di 181 705 copie. Con una distribuzione giornaliera di 174 162 copie nel 2012, il quotidiano è stato uno dei maggiori quotidiani della Svizzera e il principale quotidiano del Canton Berna.